# ولکان، پسر ژوپیتر
وُلکان، پسر ژوپیتر (به [Volcani, Figlio di Giove] Error: {{Lang-xx}}: متن دارای نشانه‌گذاری ایتالیک است (راهنما)) (به انگلیسی: Vulcan, Son of Giove) فیلمی ایتالیایی در سبک اکشن و فانتزی است که در سال ۱۹۶۲ منتشر شد. از بازیگران آن می‌توان به گوردون میچل، فوریو منیکونی، ایزارکو راوائیولی و ایلوش خوشابه اشاره کرد.